# De Rips (dorp)
De Rips is een ontginningsdorp in de gemeente Gemert-Bakel in de Nederlandse provincie Noord-Brabant. Deze plaats had 1.165 inwoners op 1 januari 2023.

## Geschiedenis
De geschiedenis van de bewoning in de omgeving gaat ver terug, aangezien er voorwerpen uit de Tjongercultuur werden gevonden.
In 1326 gaf hertog Jan III van Brabant de gebruiksrechten over de Bakelse Peel uit aan de omliggende gemeenschappen. De houten palen die de grenzen tussen de aan de verschillende gemeenten toegewezen gebieden moesten aangeven, vergingen of werden soms verplaatst. Dit alles gaf aanleiding tot conflicten zodat uiteindelijk in 1544 de grens opnieuw werd vastgesteld door keizer Karel V. Toen werd de Ripse Pael vernoemd als een van de drie door Gemert onjuist geplaatste grenspalen. Het dorp is hier indirect naar genoemd.

### 19e eeuw
Tot het eind van de 19e eeuw was de Peel tussen Bakel en Oploo één groot heideveld dat eigendom was van de gemeente Bakel en Milheeze en door de inwoners gebruikt werd voor het weiden van schapen en het steken van turf en plaggen.
Nadat in 1864 de gronden tussen Helmond, Aarle-Rixtel, Beek en Donk en Bakel en Milheeze waren verdeeld, kon elke gemeente de eigen grond verkopen. De eerste jaren werd veel heide aan de inwoners verpacht om plaggen te steken voor de potstal en om er schapen te weiden. Toen de pachtopbrengst minder werd ging men de heide verkopen.
Helmond verkocht in 1874 als eerste een grondstuk van 402 ha gelegen bij de Ripse paal. De gemeente Helmond noemde dit grondstuk in de advertentie al De Rips. Een zekere Hermanus Huijskes kocht deze grond en stichtte daarop in 1875 een boerderij die hij De Rips noemde. De heer Huijskes stelde de familie van der Heijden uit Erp aan om heide te ontginnen en zij gingen in de boerderij wonen. Zij ontgonnen enkele hectaren heide voor landbouw. In 1877 bouwde Huijskes nog een schaapskooi die later tot woning werd verbouwd.
In 1882 overleed Hermanus Huijskes en kwam het landgoed in handen van enkele erfgenamen. Zij probeerden in 1884 het landgoed te verkopen hetgeen niet lukte. De erfgenamen verwaarloosden het landgoed en verkochten in 1899 het landgoed aan de heren W. van Waterschoot van der Gracht en P. van Ogtrop. 

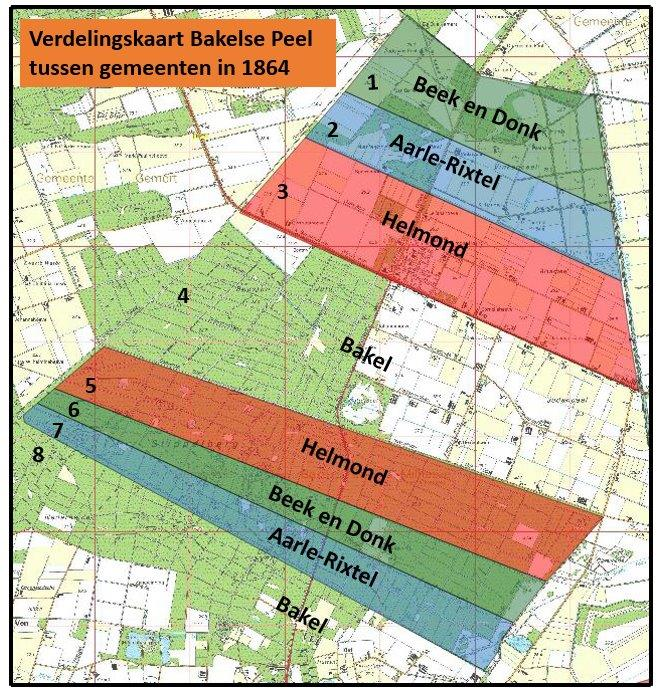
Verdeling van de gronden tussen de vier gemeenten in de Bakelse Peel. Overlay gemaakt door Dré van de Nieuwenhof.

In 1876 verkocht Helmond opnieuw een stuk heide, ditmaal een deel van de Stippelberg, zo’n 400 ha. Het werd door de Helmondse industrieel Cornelis Carp gekocht. Hij bouwde een houten huis bij de nu open plek in het bos, in de bocht van de weg richting Milheeze. Hier werden enkele hectaren heide voor weilanden en landbouw ontgonnen. In 1878 verkocht Beek en Donk haar deel van de Stippelberg van 200 ha aan Arnoldus Verreijdt, koffiehuishouder te Dordrecht. Hij bouwde een houten huis op de plek waar nu de witte boswachtershuis staat. In 1879 verkocht ook Aarle Rixtel haar deel van de Stippelberg van 200 ha. De kopers waren Arnoldus Verreijdt samen met de gebroeders Henricus van de Ven, mineraalfabrikant, en koopman Franciscus van de Ven, beiden uit Dordrecht. In 1883 kwam het hele grondstuk in handen van de drie broers Henricus, Franciscus en Arnoldus van de Ven en de heer Laurentius uit Rotterdam.
Beek en Donk verkocht in 1884 nog zo'n 239 ha heide tegen de grens met Oploo aan Cornelis Parqui, timmerman en grootgrondbezitter uit Rotterdam. Dit grondstuk werd rond 1898 doorverkocht aan C. Smits van Burgst uit Princenhage.
In 1884 verkocht gemeente Bakel en Milheeze het Beestenveld van 362 ha aan de Amsterdamse heren Walther Simon Joseph van Waterschoot van der Gracht, notaris, en Petrus Anthonius Ludovicus van Ogtrop, effectenhandelaar. Ze wilden hier bos aanleggen en gaven de burgemeester van Bakel, Van Neerven, het beheer over de aanleg hiervan. Gedurende de jaren 1884 – 1890 werd circa 45 ha dennenbos aangelegd. In 1891 gaven de heren Van Waterschoot van der Gracht en Van Ogtrop de opdracht aan de Nederlandse Heidemaatschappij om hun grondstuk het Beestenveld te ontginnen en er bossen aan te leggen.
De gemeente Bakel en Milheeze verkocht in 1884 ook het ven Klotterpeel met de omliggende heide aan Cornelis Carp. Tevens verkocht gemeente Bakel en Milheeze een stuk heide wat nu de Klotterpeel wordt genoemd aan een aantal boeren uit Bakel en Milheeze.
In mei 1893 werd de grond van de gebroeders Van der Ven en weduwe Laurentius aangekocht door Abraham Ledeboer, textielfabrikant in Enschede. Op dit landgoed stond een houten huis en was er zo’n 17 ha mastbos (dennenbos) aangelegd, samen met enkele hectare weiland- en landbouwgronden.
In 1892 overleed Cornelis Carp in Wiesbaden. Zijn neef J. A. Carp erfde het landgoed en via bemiddeling van de directeur Lovink van Heidemaatschappij werd het landgoed Stippelberg in december 1893 verkocht aan Abraham Ledeboer. Het ven Klotterpeel, ook in bezit van Cornelis Carp, werd samen met het houten huis en enkele hectare grond aangekocht door de heren Van Waterschoot van de Gracht en Van Ogtrop. In totaal had Abraham Ledeboer zo'n 800 ha in zijn bezit. Hij wilde hier grootschalig bossen aanleggen en gaf zijn grond in beheer bij de Nederlandse Heidemaatschappij. De familie Ledeboer bouwde in de dertiger jaren van de 20e eeuw een villa op de Stippelberg.
In 1895 kocht Abraham Ledeboer nog een groot stuk heide van de gemeente Gemert. Eind 1896 kreeg Ledeboer een ongeluk en overleed begin januari 1897 aan complicaties. De erven Ledeboer zetten de ontginningen en het aanleggen van bossen voort. Een deel van het Gemerts gebied, de Sijp, werd geschikt gemaakt voor weilanden en hier werden een zestal boerderijen gebouwd. In 1993 verkocht de familie het landgoed Stippelberg aan Natuurmonumenten.
In 1899 kochten de heren Van Waterschoot van de Gracht en Van Ogtrop het landgoed de Rips, ter grootte van ruim 402 ha, van de erven Huijskes. Het bezit van de heren was toen bijna 800 ha.

### 20e eeuw
In 1903 overleed de heer P. van Ogtrop en zijn zoon Johannes Henricus van Ogtrop nam zijn plaats in. In 1906 werden plannen gemaakt om het landgoed de Rips ten westen van de doorgaande weg naar Oploo te ontginnen in weilanden en landbouwvelden. In 1907 werd hiervoor de NV ontginning Beestenveld en de Rips opgericht, waarvan Van Waterschoot van de Gracht en Van Ogtrop aandeelhouder waren.
J.H. van Ogtrop jr. overleed in 1914 en beide landgoederen, het Beestenveld en De Rips werden in 1915 te koop gezet. De heer John Gustave Henri Lijsen uit Antwerpen kocht het Beestenveld en het ven Klotterpeel. Daarnaast kocht hij alleen dat deel van landgoed De Rips dat na 1906 in cultuur was gebracht. De heide ten oosten van weg naar Oploo werd in twee kavels verkocht.
Eén kavel kwam in bezit van Pieter Schoen, eigenaar van een verffabriek in Zaandam. Dit landgoed werd Blaarpeel genoemd. Kort na de aankoop, eind 1916, overleed de eigenaar Pieter Schoen. Zijn weduwe Leliane Schoen-Lelsz zette de werkzaamheden voort. Het hele landgoed werd in de loop der jaren ontgonnen. Er werden twee boerderijen, Blaarpeel en Leliana-Hoeve, gebouwd die werden verhuurd met een groot aantal hectare landbouwgrond. In 1918 kocht ze de helft van het landgoed dominee Van der Wal. Dit grondstuk grensde aan de doorgaande weg naar Oploo en hiervan werd in 1921 zo'n 26 hectare door de Priesters van het Heilig Hart van Jesus aangekocht. In de periode 1921-1922 werden hier een rooms-katholieke kerk, school, pastorie en dertien dubbele arbeiderswoningen gebouwd en werd dit parochie De Rips genoemd.
Bij de verkoop in 1915 kwam de andere kavel gelegen naast dat van Pieter Schoen, in handen van predikant Klaas van der Wal uit Hillegom. Dit landgoed werd Ripse Heide genoemd. Begin 1916 gaf Klaas van der Wal de opdracht aan de Heidemij om een deel van het grondstuk te ontginnen. Maar door geldgebrek kon hij het financieel niet opbrengen om dit voort te zetten. En in 1918 was hij genoodzaakt de helft van zijn grondstuk aan de weduwe Leliana Schoen-Lelsz te verkopen. 
De andere helft van het grondstuk werd in 1923 door zijn weduwe D. van de Wal-Vrijland verkocht aan verschillende boeren.
Begin 1918 verkocht de heer Lijsen zijn landgoederen het Beestenveld samen met het ven Klotterpeel en De Rips aan de Union Financière et Terrienne, Société Anonyme, een organisatie van vooraanstaande Belgen. Vrij snel na het beëindigen van de Eerste Wereldoorlog, begin 1919, verkocht deze organisatie haar bezittingen weer. Het ven de Klotterpeel werd aan de heer Vattier Kraane verkocht, het Beestenveld aan de Maatschappij tot Exploitatie van Mijnen Laura en Vereeniging, uit Eygelshoven. En het landgoed De Rips in eerste instantie aan de heer J. van Dijk uit Swalmen en die het enkele maanden later doorverkocht aan Bernardus Verkuijl, sigarenfabrikant te Boxmeer. De heer Verkuijl werd in 1922 burgemeester van Boxmeer.
In 1903 kochten de gebroeders Adam en Jan Berend Roelvink het laatste stuk heide dat de gemeente Aarle Rixtel nog in haar bezit had. Dit grondstuk lag naast het landgoed De Rips. Tegelijkertijd kochten de heren ook het naastgelegen grondstuk van C. Smits van Burgst. Dit grondgebied kreeg de namen Aarlese Peel en Vinkenpeel.
In 1907 kochten de gebroeders Roelvink ook nog een groot stuk heide van de gemeente Oploo, later Bunthorst en Vale Peel genoemd. Op datzelfde moment werd ook een perceel heide met een groot ven de Slink genoemd aangekocht van een zekere mijnheer Hengst. De Slink en Bunthorst werd later een groot natuurgebied in eigendom van het Brabants Landschap. De gebroeders Roelvink bouwden op hun landgoederen in totaal zestien arbeiderswoningen en veertien boerderijen.
In 1911 kocht mej. A.C. Massee, met behulp van houtvester Winkelman, veel stukken grond in de Klotterpeel. Ze kocht circa 160 hectare grond dat in eigendom was van boeren uit Bakel en Milheeze. Een jaar later verkocht zij het hele gebied aan de NV Maatschappij tot exploitatie van onroerende goederen Ontginning der Klotterpeel. De eigenaar van deze Maatschappij was Pieter Jacob van den Briel, koopman te Amsterdam. In 1918 werd de Maatschappij opgeheven en verkocht Van den Briel het grondstuk aan Cornelis George Vattier Kraane, technicus en ondernemer uit Amsterdam.
Het duurde tot 1939 voordat de Roermondse Eiermijn te Roermond dit stuk grond samen met het ven kon aankopen. De heide werd door werkelozen in werkverschaffing ontgonnen. Het ven Klotterpeel van ruim 25 hectare kwam in handen van Staatsbosbeheer, de ontginning geheel door de overheid gefinancierd. Na de ontginning werd het aan meerdere boeren verkocht. 
Nadat in 1922 de weg Deurne Oploo was aangelegd verrees vrij snel (1923) bij het kruispunt het markante witte gebouw hotel café en bakkerij Van de Ven. Het werd in 1973 afgebroken ter vergroting van het kruispunt.
In de periode 1923-1936 werd het laatste stuk grond van de gemeente Bakel, de Jodenpeel, verkocht aan boeren. Zij stichtten hier gemengde boerenbedrijven.  
In 1965 werd een nieuwe kerk voltooid. Deze werd gewijd aan de heilige Margaretha-Maria Alacoque. De kerk, in moderne stijl, werd ontworpen door L.C. van der Lee. Ze heeft een bijzonder zadelvormig dak. In de betonnen klokkentoren hangt nog een klok uit de oude kerk. Deze laatste was te klein geworden en uitbreiding bleek niet goedkoper dan nieuwbouw. Aan de buitenmuur van de kerk is een kunstwerk te zien van Jan van Gemert. Dit uit 24 stukken bestaand reliëf hing eerder aan de buitenmuur van de lagere school.

## Bezienswaardigheden
- De Pionier, een bronzen beeld van een arbeider die ontginningswerkzaamheden uitvoert. Het bevindt zich voor het gelijknamige appartementencomplex.
- Kapel Maria van Liefde, een achthoekig en met leien gedekt gebouwtje uit 1994 aan de Middenpeelweg.[4] De kapel heeft een smeedijzeren toegangshek en schilderwerk. De oprichting was een privaat initiatief van het echtpaar Ineke en Bernard Ploegmakers. In de nabijgelegen schuur van hun boerderij is een kleine tentoonstelling ingericht. Ineke zou in 1990 een visioen gehad hebben.
- Het Bosmuseum, nabij de parkeerplaats van het Beestenveld, toont aan de hand van informatiepanelen en beeldmateriaal de geschiedenis van De Rips. Het is in 2008 geopend.

## Afbeeldingen

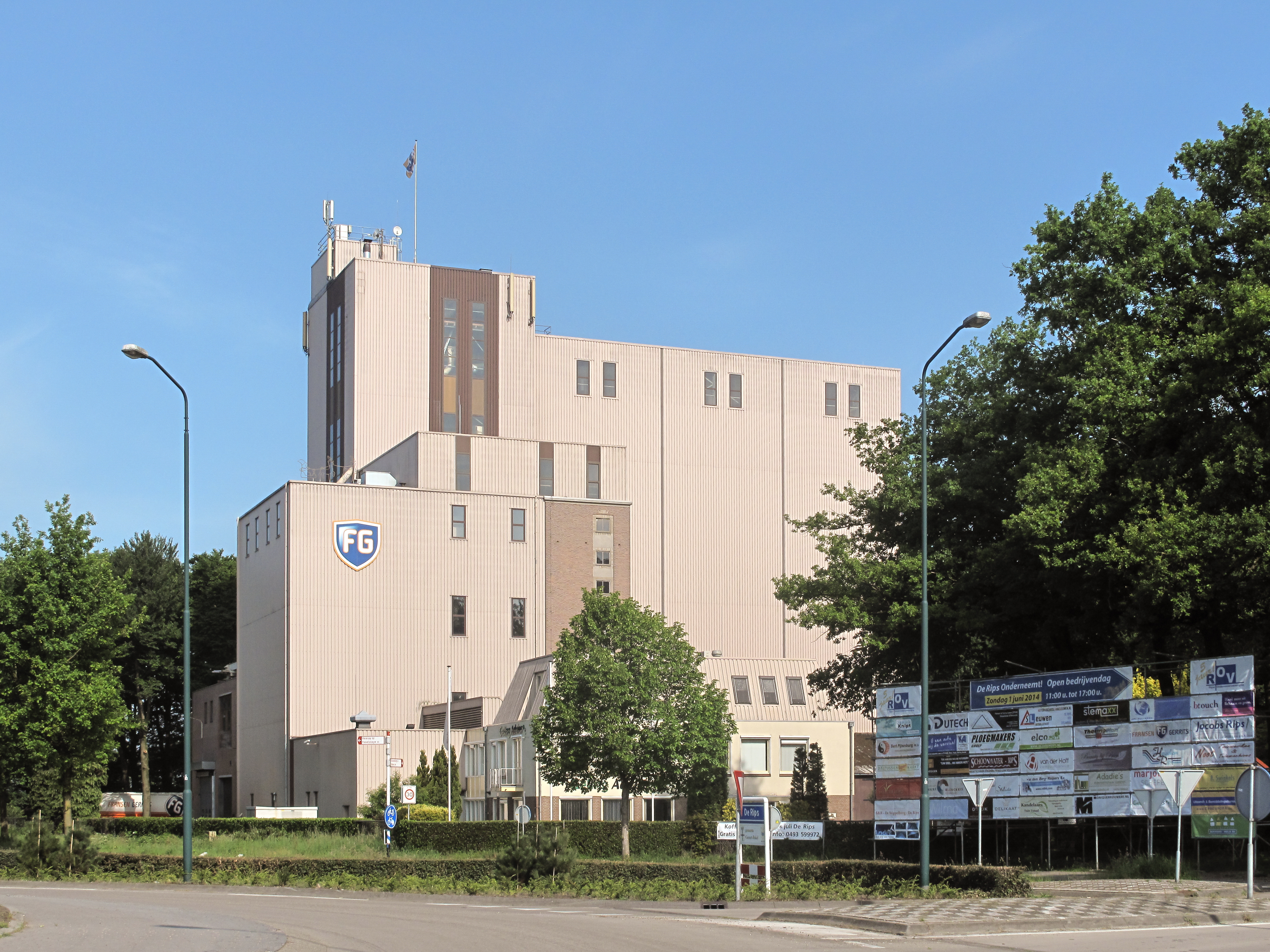
Bedrijfsgebouw Fransen Gerrits
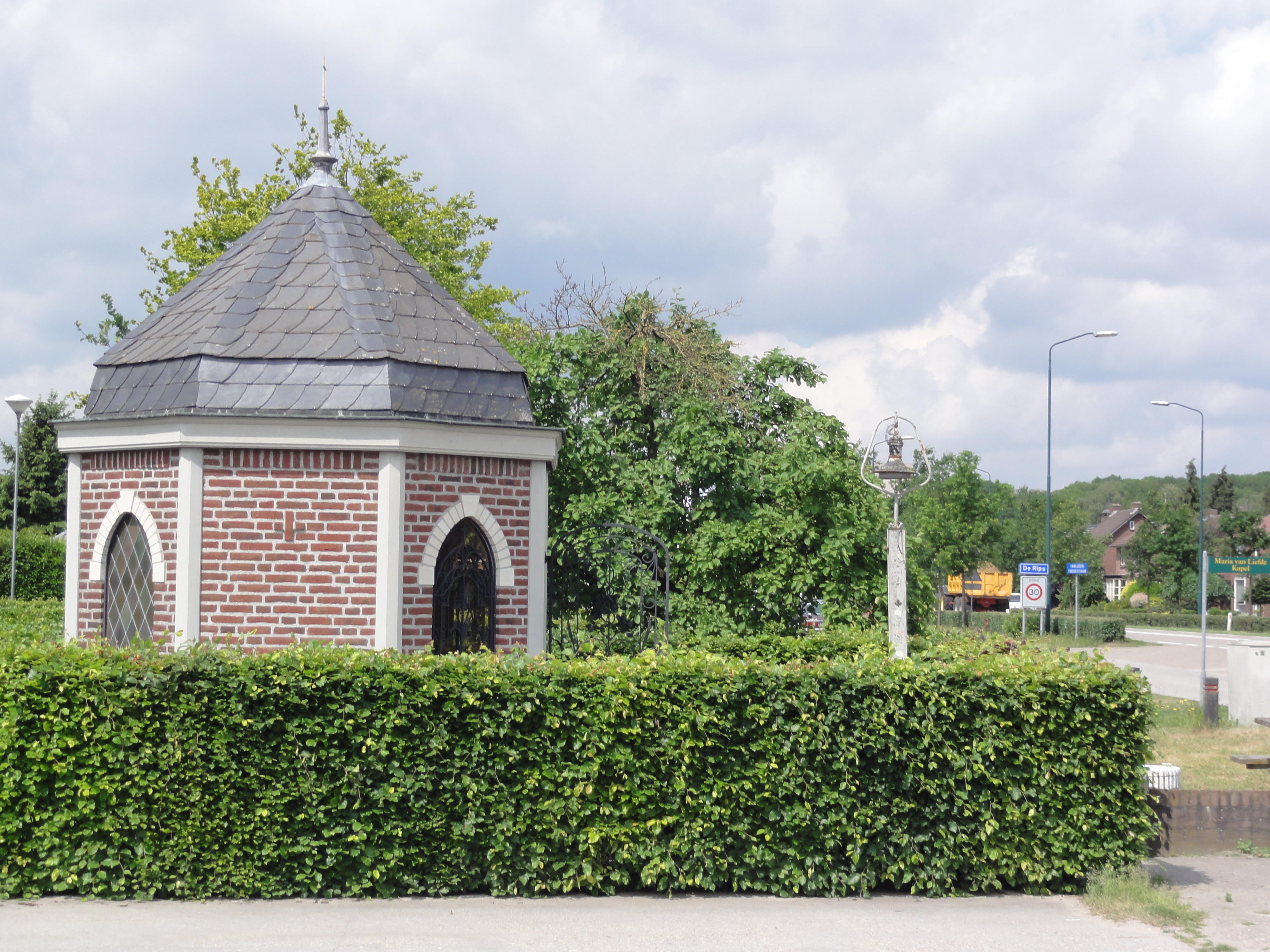
Kapel Maria van Liefde
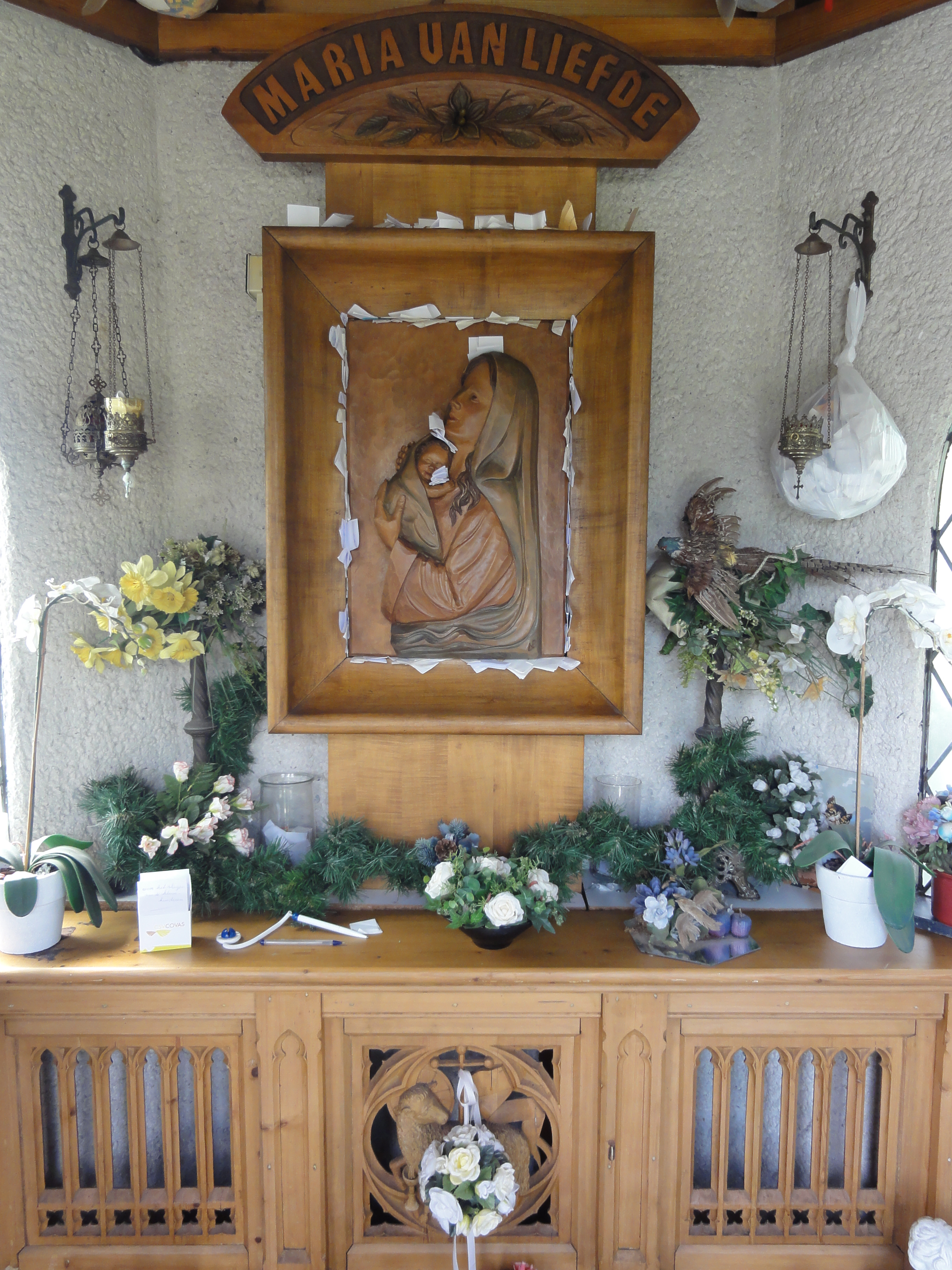
Madonna met kind in kapel Maria van Liefde
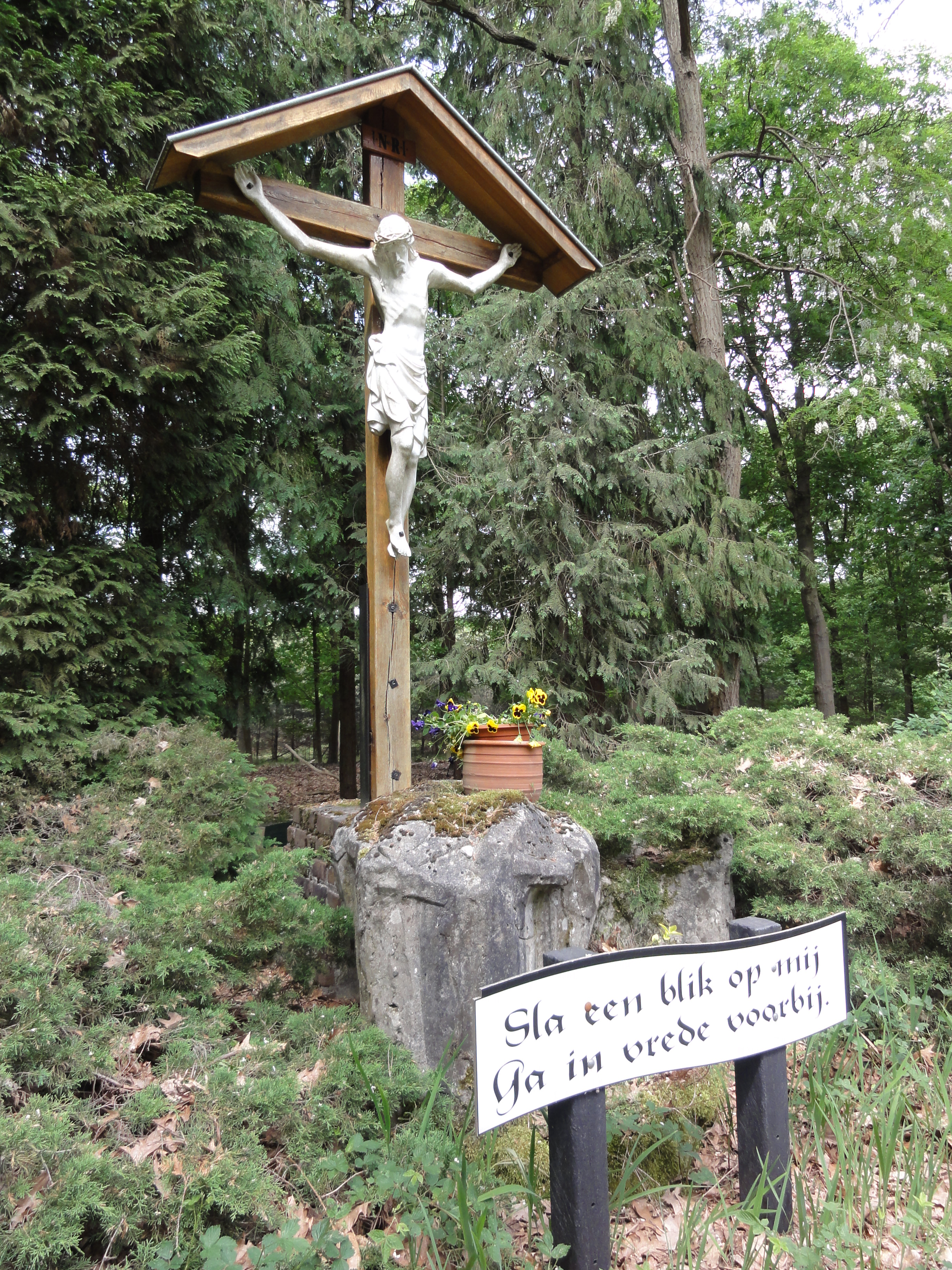
Wegkruis Kruisberglaan
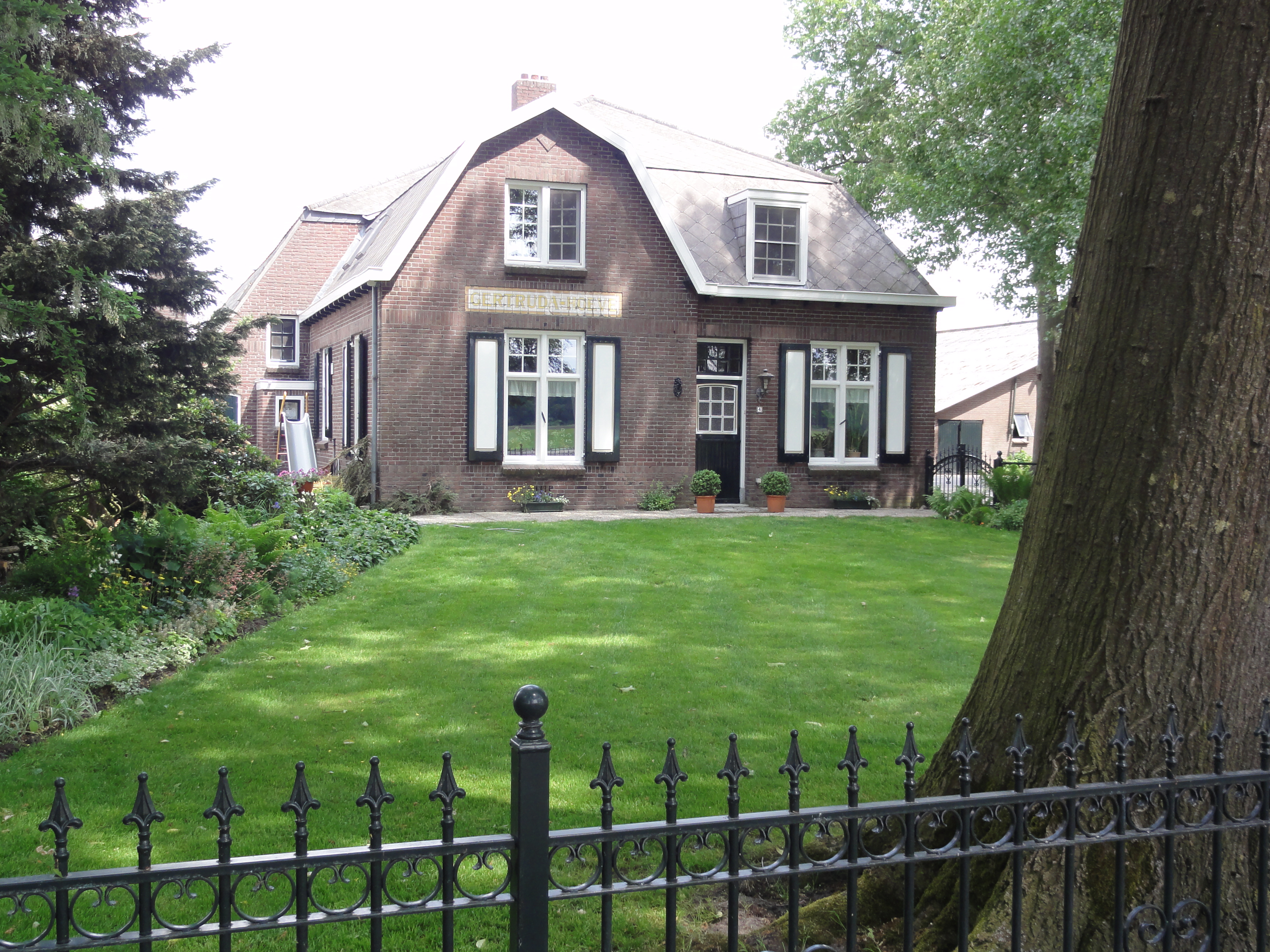
Rijksmonument Burg. Wijtvlietlaan 4
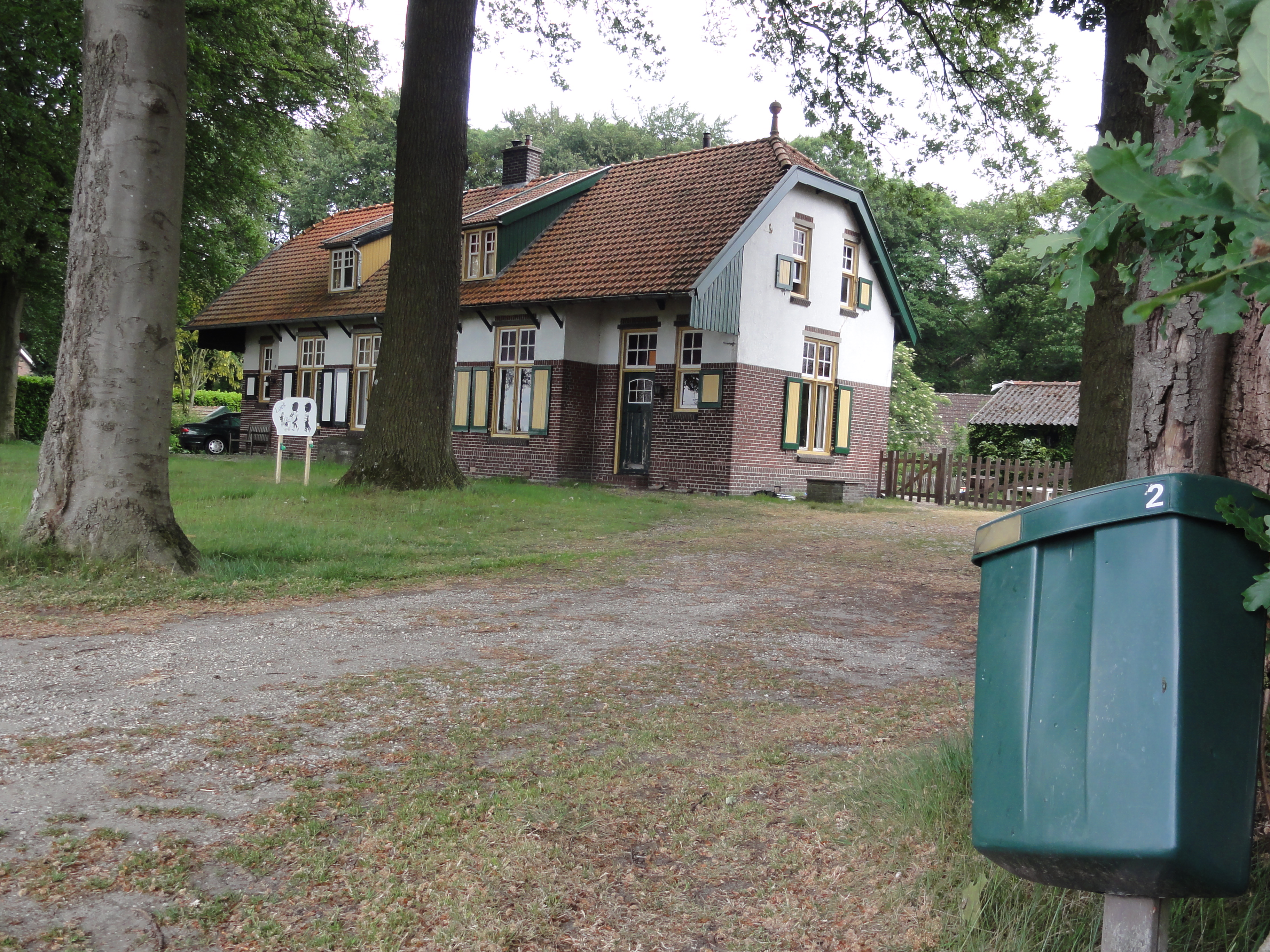
Rijksmonument Jan Berendweg 2

## Natuur en landschap
De Rips ligt te midden van het grootste boscomplex van Noord-Brabant dat bestaat uit de landgoederen Stippelberg, Beestenveld en het bosgebied Nederheide. Verder is er het turfwingebied Klotterpeel, waarvan een deel in nog oorspronkelijke staat is. Daarnaast zijn er heide-ontginningen zoals de Jodenpeel en de Vinkenpeel.

## Nabijgelegen kernen
- Vredepeel, Westerbeek, Elsendorp, De Mortel, Milheeze

## Geboren
- Frans van der Hoff (1939-2024), missionaris

Dorpen: Bakel · De Mortel · De Rips · Elsendorp · Gemert · Handel · Milheeze

Buurtschappen: Bakelsebrug · Bankert · Benthem · Deelse Kampen · De Klef · De Wind · Doonheide · Esdonk · Esp · Geneneind · Grotel · Heidveld · Hilakker · Hoeven · Hoogen-Aarle · Kaweide · Kivitsbraak · Koks · Kuundert · Mathijseind · Milschot · Muizenhol · Neerstraat · Nuijeneind · Overschot · Pandelaar · Pandelaarse Kampen · Ravensgat · Ren · Rootvlaas · Scheepstal · Schouw · Schutsboom · Speurgt · Tereyken · Verreheide · Vossenberg · Wolfsbosch · Zaarvlaas · Zand

Voormalige buurtschappen: Boekent

Noord-Brabant: Steden en dorpen      Nederland: Provincies · Gemeenten